# Styrax subargenteus
Styrax subargenteus är en storaxväxtart som beskrevs av Herman Otto Sleumer. Styrax subargenteus ingår i släktet Styrax och familjen storaxväxter. Inga underarter finns listade i Catalogue of Life.